# Veronika Bachmann
Veronika Bachmann (* 1974 in Luzern) ist eine Schweizer römisch-katholische Theologin.

## Leben
Ab 1996 studierte sie Theologie, Altorientalistik und Philosophie an den Universitäten Freiburg i. Ue., Bern und an der Eberhard Karls Universität Tübingen. Von 2003 bis 2009 war sie Doktorandin und wissenschaftliche Assistentin am Theologischen Seminar der Universität Zürich (Lehrstuhl Thomas Krüger). Nach der Promotion 2010 zur Dr. theol. an der Theologischen Fakultät der Universität Zürich war sie 2013 bis 2022 Dozentin am Religionspädagogischen Institut RPI der Universität Luzern mit fachlichem Schwerpunkt Altes Testament und Bibeldidaktik. Nach der Habilitation im Fach Altes Testament 2022 ist sie seit April 2025 Inhaberin der Professur für Biblische Einleitung und biblische Hilfswissenschaften an der Universität Würzburg.

## Schriften (Auswahl)
- Die Welt im Ausnahmezustand. Eine Untersuchung zu Aussagegehalt und Theologie des Wächterbuches (1 Hen 1–36). (BZAW 409), Berlin 2009, ISBN 978-3-11-022429-0.
- Verdrehtes Recht versus Tora. Zur theologischen Bedeutung der Gesetzesthematik im hebräischen Esterbuch. (BZSup 8), Paderborn 2023, ISBN 978-3-506-79098-9.